# Grallaricula nana
El tororoi enano (en Colombia) (Grallaricula nana), también denominado gralarita coronipizarra (en Ecuador), tororoi de corona pizarrosa (en Perú) o ponchito enano (en Venezuela), es una especie de ave paseriforme de la familia Grallariidae perteneciente al género Grallaricula, anteriormente colocado en la familia Formicariidae. Es nativa del norte y noroeste de América del Sur. 

## Distribución y hábitat
Se distribuye desde las montañas costeras del norte de Venezuela, a lo largo de los Andes de Colombia, Ecuador, hasta el norte de Perú, con una subespecie en los tepuyes del sureste de Venezuela y oeste de Guyana.
Esta especie es considerada localmente bastante común en su hábitat natural: el sotobosque de selvas montanas entre 2000 y 2900 m de altitud, más bajo en Venezuela y oeste de Colombia.

## Sistemática

### Descripción original
La especie G. nana fue descrita por primera vez por el naturalista francés Frédéric de Lafresnaye en 1842 bajo el nombre científico Grallaria nana; localidad tipo «Bogotá, Colombia».

### Etimología
El nombre genérico femenino «Grallaricula» es un diminutivo del género Grallaria, del latín «grallarius»: caminante zancudo; significando «pequeño caminante zancudo; y el nombre de la especie «nana», proviene del latín «nanus»: enano.

### Taxonomía
La especie Grallaricula cumanensis (incluyendo paria) fue separada de G. nana, siguiendo los estudios biométricos, de plumaje y de voz de Donegan, 2008, lo que fue aprobado por la Propuesta N° 421A al Comité de Clasificación de Sudamérica (SACC). En la Parte B de la misma propuesta, siguiendo también los estudios de Donegan, 2008, se rechazó la elevación de G. nana kukenamensis, subespecie de los tepuyes del sureste de Venezuela y oeste de Guyana, aguardando más evidencias vocales.

### Subespecies
Según la clasificación del Congreso Ornitológico Internacional (IOC) y Clements Checklist/eBird v.2019, se reconocen seis subespecies, con su correspondiente distribución geográfica:
- Grupo politípico nana:
  - Grallaricula nana olivascens Hellmayr, 1917 - montañas costeras del centro norte de Venezuela (Aragua y Distrito Federal).
  - Grallaricula nana nanitaea Donegan, 2008 - Andes de Venezuela y adyacente Colombia (Norte de Santander, Santander).
  - Grallaricula nana hallsi Donegan, 2008 - Andes del norte de Colombia (Serranía de los Yariguíes, Santander).
  - Grallaricula nana nana (Lafresnaye), 1842 - Andes orientales de Colombia.
  - Grallaricula nana occidentalis Todd, 1927 - Andes centrales y occidentales de Colombia hacia el sur, por Ecuador, hasta el norte de Perú.

- Grupo monotípico kukenamensis:
  - Grallaricula nana kukenamensis Chubb, 1918 - tepuyes del sureste de Venezuela (este de Bolívar) y adyacente Guyana.